# 28833 Arunachalam
28833 Arunachalam este un asteroid din centura principală de asteroizi.

## Descriere
28833 Arunachalam este un asteroid din centura principală de asteroizi. A fost descoperit pe 7 mai 2000 la Socorro, New Mexico, în cadrul proiectului LINEAR. Asteroidul prezintă o orbită caracterizată de o semiaxă mare de 2,84 ua, o excentricitate de 0,02 și o înclinație de 2,7° în raport cu ecliptica.